# St. Paulus (Schüller)

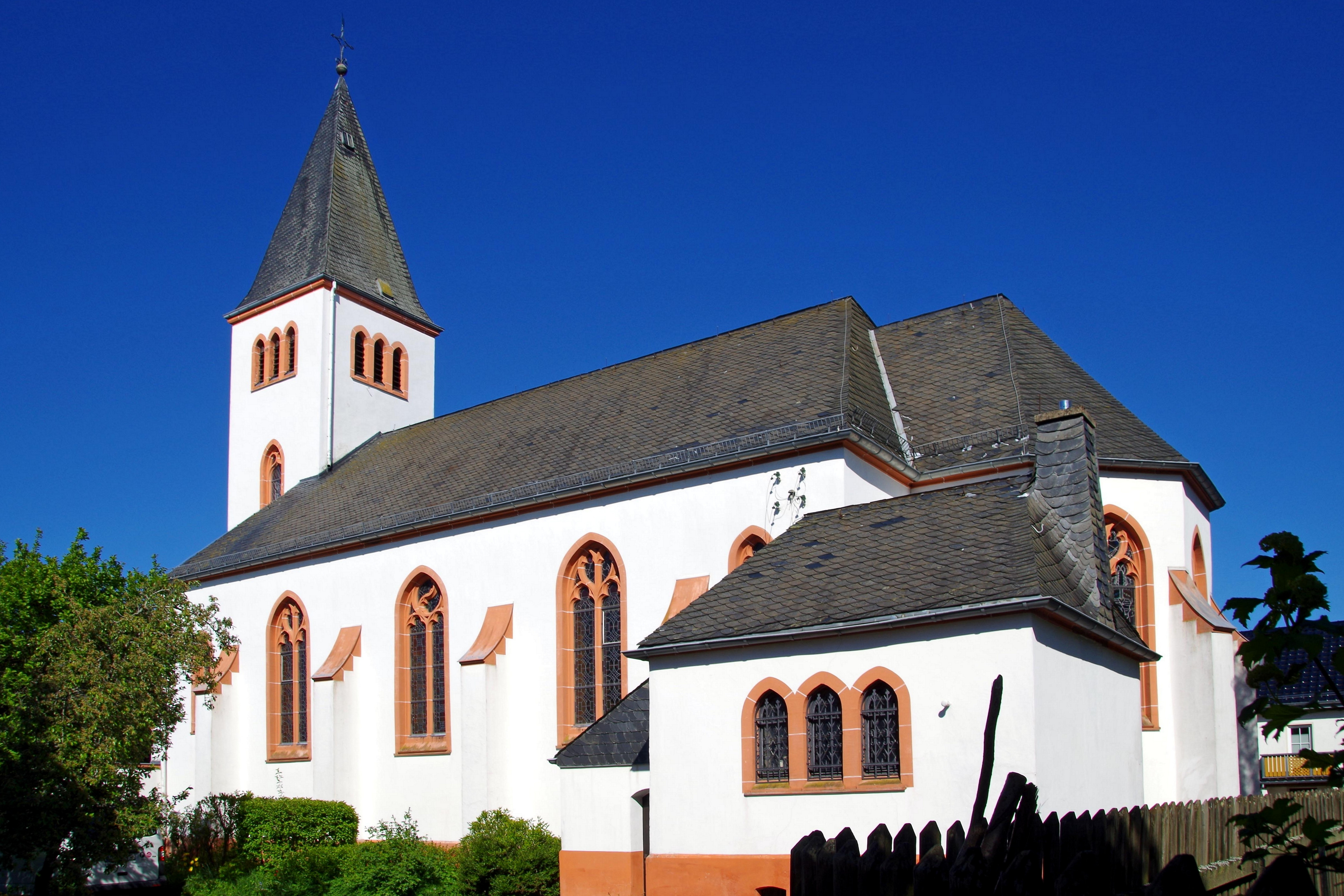
St. Paulus (Schüller)

Die Kirche St. Paulus ist die römisch-katholische Kirche von Schüller im Landkreis Vulkaneifel in Rheinland-Pfalz. Die Filialkirche gehört in der Pfarreiengemeinschaft Obere Kyll zum Pastoralen Raum Adenau-Gerolstein im Bistum Trier.

## Geschichte
Der Architekt Franz Statz baute von 1910 bis 1911 die heutige Kirche von Schüller. Sie ist dem Apostel Paulus geweiht. Der neugotische Bau ist eine dreischiffige Hallenkirche mit Satteldach. Der Kirchturm misst knapp 17 Meter. Die Kirche erlitt seit der Errichtung keine nennenswerten Schäden.
Mit der Fertigstellung des Baus wurde die Kapellengemeinde vermögensrechtlich selbständig. 1947 wurde sie zur Pfarrvikarie erhoben. Seit 1968 hat Schüller jedoch keinen eigenen Seelsorger mehr.

## Ausstattung

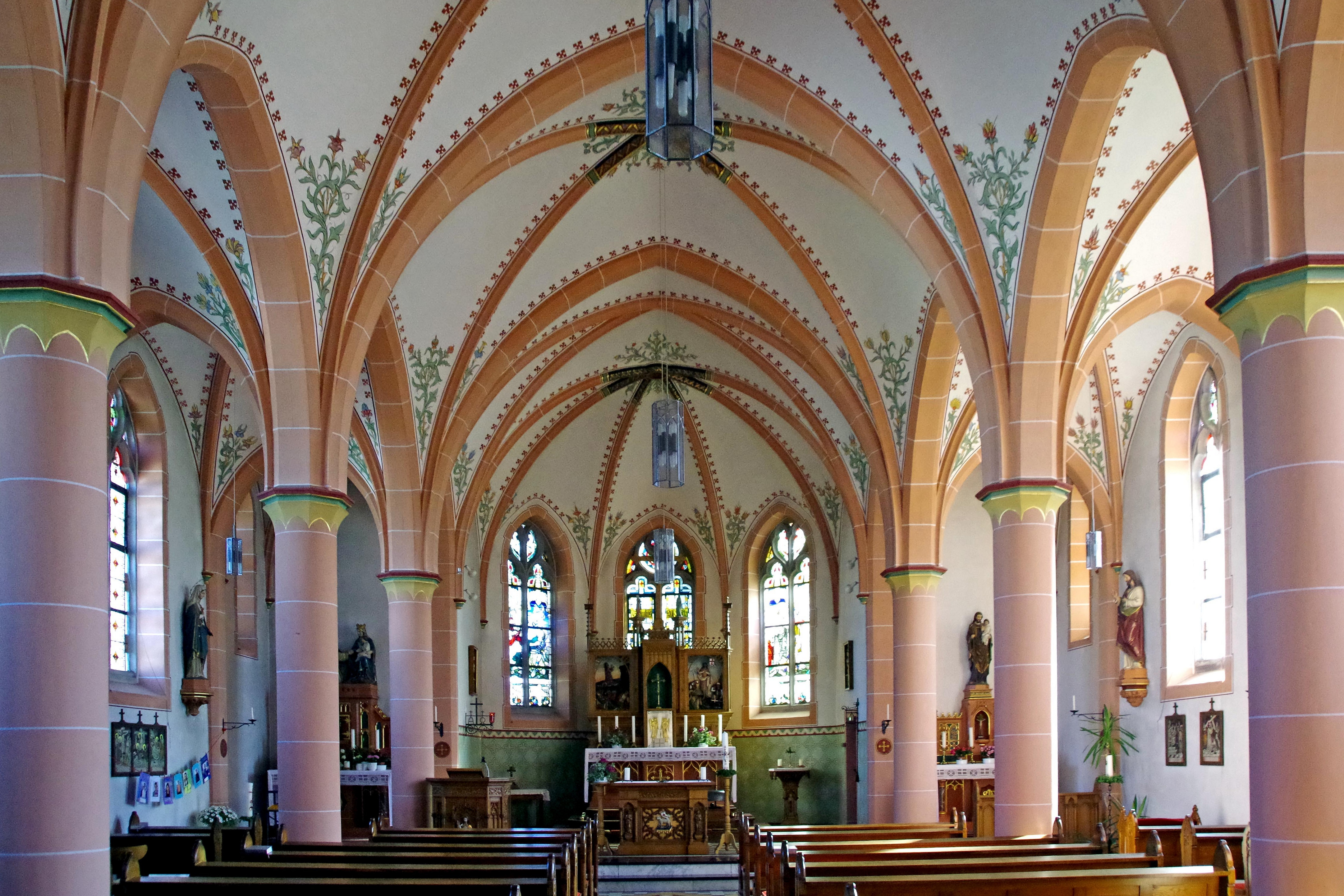
St. Paulus (Schüller)

Die drei Altäre von 1911 und 1913 stammen aus der Werkstatt des Kyllburger Bildhauers Peter Quirin (1826–1900), so auch das Taufbecken.